# Vexillum wandoense
Vexillum wandoense är en snäckart som först beskrevs av Edward Morell Holmes 1860.  Vexillum wandoense ingår i släktet Vexillum och familjen Costellariidae. Inga underarter finns listade i Catalogue of Life.